# Slovo (časopis)
Slovo je međunarodni časopis Staroslavenskog instituta.  

## Povijest
Izlazi redovito i uglavnom kao godišnjak od 1952. godine. Dosadašnji urednici bili su Josip Hamm, Vjekoslav Štefanić, Anica Nazor, Milan Mihaljević, Ivanka Petrović i Marica Čunčić.

## Sadržaj
Objavljuje znanstvene i stručne članke iz paleoslavistike, posebno iz područja hrvatskog crkvenoslavenskog jezika, hrvatske srednjovjekovne književnosti i hrvatske glagoljaške baštine (glagoljaško pjevanje, povijest umjetnosti i dr.). Uz to daje ocjene, prikaze i osvrte na knjige i časopise, zatim nekrologe i vijesti. 

## Vanjske poveznice
Mrežna mjesta
- Slovo, službeno mrežno mjesto (Staroslavenski institut)
- Slovo na Hrčku